# Багрій Олександр Васильович
Олекса́ндр Васи́льович Багрі́й (* 11 квітня (23 квітня за новим стилем) 1891, Летичів, нині Хмельницької області — † 22 червня 1949, Баку) — український літературознавець, бібліограф та дипломат.

## Життєпис
Народився 23 квітня 1891 року в містечку Летичеві на Поділлі. У 1900 році вступив до Уманської гімназії, яку закінчив із золотою медаллю. У 1912 році закінчив історико-філологічний факультет Київського університету Св. Володимира, учень академіка Володимира Перетця. Володів французькою, німецькою та польською мовами.
Був викладачем в одній з київських шкіл. Згодом переїхав до Петрограда, де читав лекції у Петроградському університеті. З 1917 року працював у Самарському вищому педагогічному інституті, завідував кафедрою російської літератури.
У 1918 році — працював консулом Української Держави у Самарі (РРФСР).
У 1920—1921 рр. — брав участь в заснуванні Кубанського державного університету та вищого педагогічного інституту.
У 1922 році — приїхав з дружиною Людмилою Павлівною Багрій (Забелло) в Баку і приступив до роботи в Бакинському університеті на кафедрі російської літератури
У 1925 році захистив дисертацію на тему «Т. Г. Шевченко і російська література» і був удостоєний ступеня доктора філологічних наук за спеціальністю «російська мова і словесність». Взяв активну участь у створенні одного з перших наукових центрів Азербайджану — «Товариства обстеження і вивчення Азербайджану». При Товаристві був створений бібліографічний відділ, який він і очолив.
У 1926 році підготував наукову працю «Матеріали для бібліографії Азербайджану» в трьох томах. Ця дослідницька робота охоплює величезний період друкарства (1820—1923). У збірник включено більше 4800 наукових праць, що охоплюють історію, літературу, економіку, етнографію Азербайджану та великий бібліографічний покажчик з фольклору азербайджанського народу. Дане дослідження сприяло створенню в Азербайджані галузевої бібліографії.
У 1923—1929 рр. — голова бібліографічної секції «Товариства обстеження і вивчення Азербайджану»
У 1929—1932 рр. — старший фахівець, бібліограф Азербайджанського державного науково-дослідного інституту (Аз ДНДІ). Брав активну участь у виданні журналу «Вісті Товариства обстеження і вивчення Азербайджану». Досліджував фольклорну спадщину професора Льва Лопатинського, який був творцем і головним редактором видання «Збірник для опису місцевостей і племен Кавказу». У складі групи вчених, вперше систематизував спадщину Льва Григоровича Лопатинського у царині фольклору, етнографії, лінгвістики, історії.
У 1930 році — під редакцією професора Багрія була видана літографічна фольклорна серія «Фольклор Азербайджану і прилеглих країн».
У 1933—1939 рр. — директор фундаментальної бібліотеки Азербайджанської філії АН СРСР (АзФАН).
У 1935 році, вперше переклав і опублікував збірку із 72 казок російською мовою «Казки азербайджанських тюрків».
Широку популярність в 30-ті роки ХХ століття отримали такі його дослідження як: «Т. Г. Шевченко в літературному оточенні»; «Шевченко в російських перекладах»; «До рукописної традиції поширення „Кобзаря“ Т. Г. Шевченка»; «Шевченко і Схід». Саме за ініціативи професора О. В. Багрія в Азербайджані було засновано нову наукову галузь — шевченкознавство. Він підготував ціле покоління знавців творчості Т. Г. Шевченка.
У 1939 році — був призначений першим деканом філологічного факультету Азербайджанського державного університету.
У 1939—1942 рр. — працював деканом, керівником аспірантури і завідувачем кафедри російської літератури. За цей час на факультеті було відкрито сім кафедр з азербайджанського і російського мовознавства та літературознавства.
У 1942—1949 рр. — працював завідувачем відділу мовознавства та літератури Азербайджанського Науково-дослідного Інституту педагогіки.
Помер 24 червня 1949 року в Баку.

## Твори
Опублікував понад 100 статей, різних наукових праць і досліджень з питань літератури, фольклору та бібліографії.
- Шевченко і Квітка-Основ'яненко // Г. Ф. Квітка-Основ'яненко. — Харків, 1929.
- Т. Г. Шевченко. — Т. 1—2. — Харків, 1930—1931.
- Киевский список Чуда свт. Николая об утопшем детище // Изв. Отделения русского языка и словесности Имп. Академии наук. СПб. 1914. Т. 19/2
- В защиту ценностей духа, Самара, 1918;
- Шевченковская студия, Владикавказ, 1923;
- Литературные поминки: (Библиографические заметки) «Известия Горского института народного образования», 1923
- Шевченко в русских переводах, Баку, 1925;
- Шевченко в литературной обстановке, Баку, 1925;
- Формальный метод в литературе (Библиографическое пособие), вып. I, Владикавказ, 1926; вып. II, Баку, 1927;
- Указатель по народной словесности Кавказа, Баку, 1926;
- Русская литература XIX и первой части ХХ вв.: Пособие к лекциям. — Баку: Восточный факультет АГУ. — 1926;
- Литературный семинарий, Баку, 1926;
- Древнерусское сказание…
- Фольклор Азербайджана и прилегающих стран. Т.1. Баку, 1930, и др.

## Сім'я
- Дружина — Багрій (Забелло) Людмила Павлівна (1902—1982), спортивний лікар, працювала в Бакинському Інституті фізкультури.[4]
- Донька — Багрій Ірина Олександрівна (1922—1995), спортивний лікар, працювала в Бакинському Інституті фізкультури, автор наукових робіт в галузі спортивної травматології, в тому числі дисертації «Пошкодження опорно-рухового апарату у борців, їх профілактика і комплексне лікування із застосуванням нафталана і нафтомастікі»